# 食と農の景勝地
食と農の景勝地（しょくとのうのけいしょうち）は、和食（日本食）や郷土料理とその食材を供給する一次産業（農林水産業）、生産に関係する土地・施設・景観や食文化に関する祭事のような無形文化財に加え、周辺地域の世界遺産や温泉などの魅力あるコンテンツを統一的なブランドとして管理・発信し、インバウンド需要を食品の需要拡大や農山漁村の所得向上につなげることを目的に2016年に始動した農林水産省が推進する事業。
2017年からは訪日外国人旅行者を意識して、事業名をSAVOR JAPAN（農泊 食文化海外発信地域）に変更した。

## 認定要項
認定は景勝地としての地域を登録するのではなく、景勝地を管理・発信する自治体・農協・観光協会・NPOなどの実行組織が対象となる。
認定条件は、向こう5年間の行動計画や食に関連する資源（環境財・文化的財・文化資材）があるなどの要件を満たす必要があり、例えば棚田を中核にそこで作られたコメを使った酒造見学や郷土料理の調理体験、そしてそれらを飲食できる宿泊施設に泊まるといった具体的な観光ルートも示さなければならない。
認定団体には、農林水産省をはじめ文化庁・総務省・観光庁・日本政府観光局（JNTO）などの政府機関が情報発信や海外イベントでの広報といった支援が受けられる。

## 認定地と実施団体および対象

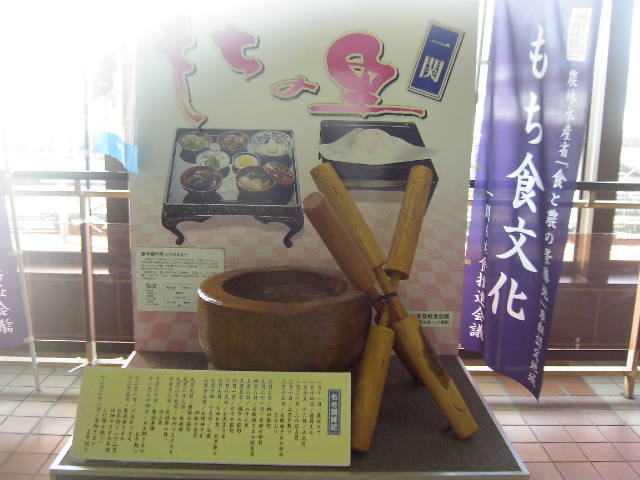
一関の餅文化を象徴する杵と臼

- 2016年度…「食と農の景勝地」として認定
  - 北海道十勝地域（新得町・清水町・更別村・池田町・幕別町・大樹町・広尾町・鹿追町・芽室町）／食と農の景勝地・十勝協議会－「農のフロンティア十勝にて食・景観を満喫!」＝チーズ
  - 岩手県一関市・平泉町／一関もち食推進会議－「日本のもち食文化と黄金の國の原風景」＝餅
  - 山形県鶴岡市／鶴岡食文化創造都市推進協議会－「ユネスコ食文化創造都市で体感する食と風土」＝精進料理
  - 岐阜県馬瀬地域（下呂市）／馬瀬地方自然公園づくり委員会－「日本一美味しい村、美しい村づくり」＝鮎
  - 徳島県にし阿波地域（美馬市・三好市・つるぎ町・東みよし町）／一般社団法人そらの郷－「『にし阿波・桃源郷』の実現」＝そば米雑炊

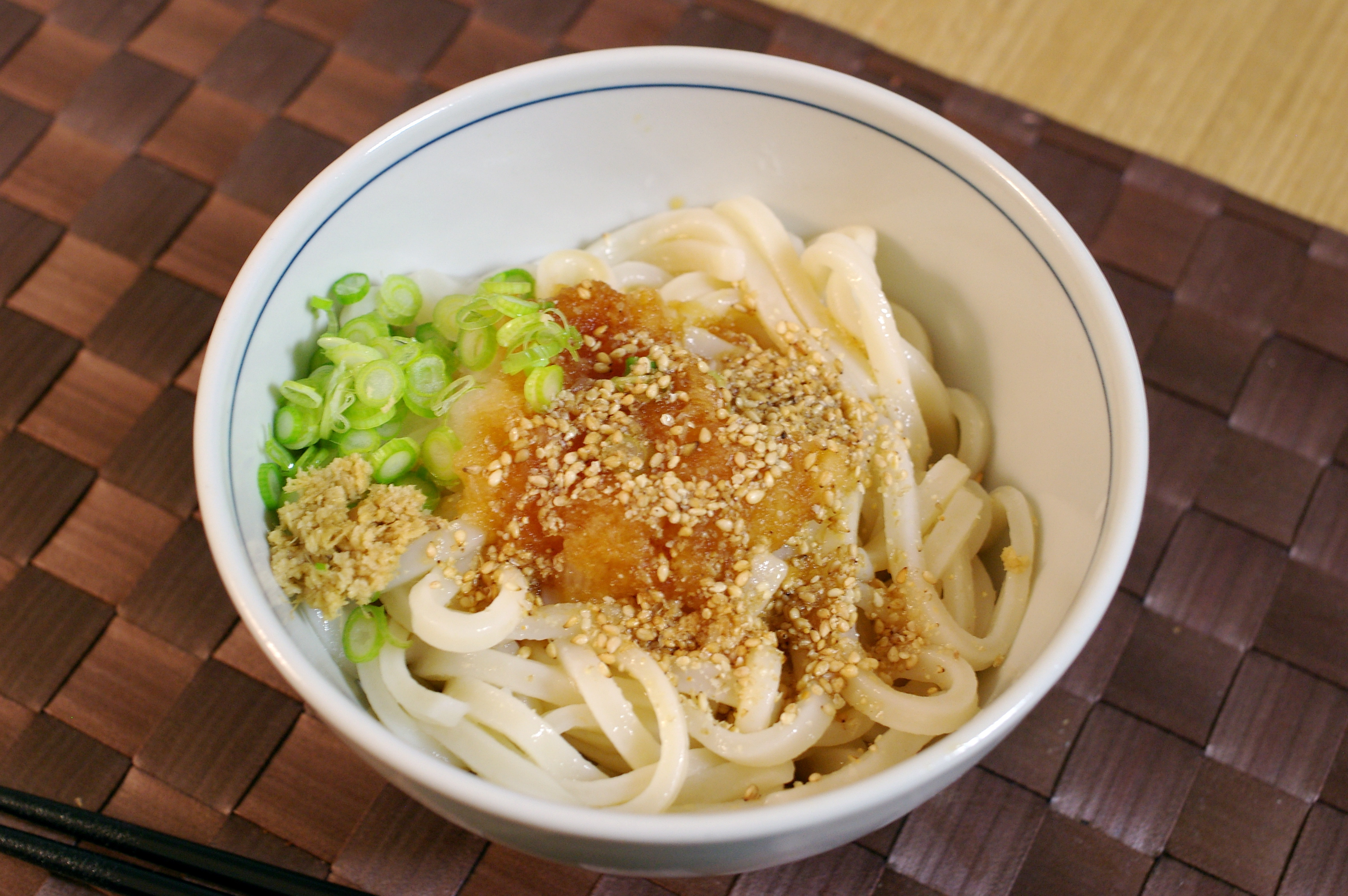
讃岐うどん

- 2017年度…「セイバージャパン」として認定、事業名称は廃止
  - 秋田県大館地域（大館市・北秋田市・小坂町・上小阿仁村）／一般社団法人秋田犬ツーリズム＝きりたんぽ
  - 福島県会津若松市／会津若松市食と農の景勝地推進協議会＝こづゆ
  - 静岡県浜松・浜名湖地域（浜松市・湖西市）／浜松・浜名湖地域 食✕農プロジェクト推進協議会＝鰻
  - 新潟県十日町市／十日町市食と農の景勝地推進委員会＝へぎそば
  - 石川県小松市／一般社団法人こまつ観光物産ネットワーク＝報恩講料理
  - 福井県小浜市／OBAMA食と農の景勝地実行委員会＝へしこ
  - 京都府北部地域（福知山市・舞鶴市・綾部市・宮津市・京丹後市・伊根町・与謝野町）／一般社団法人京都府北部地域連携都市圏振興社＝丹後ばら寿司
  - 和歌山県紀の川市／紀の川グリーンツーリズム推進協議会＝フルーツ料理
  - 香川県さぬき地域（高松市・丸亀市・坂出市・善通寺市・観音寺市・さぬき市・東かがわ市・三豊市・三木町・宇多津町・綾川町・琴平町・多度津町・まんのう町）／さぬきの農泊 食文化海外発信地域推進協議会＝さぬきうどん
  - 宮崎県高千穂郷・椎葉山地域（日之影町・高千穂町・五ヶ瀬町・椎葉村・諸塚村）／フォレストピア高千穂郷ツーリズム協会＝神楽料理

- 2018年度

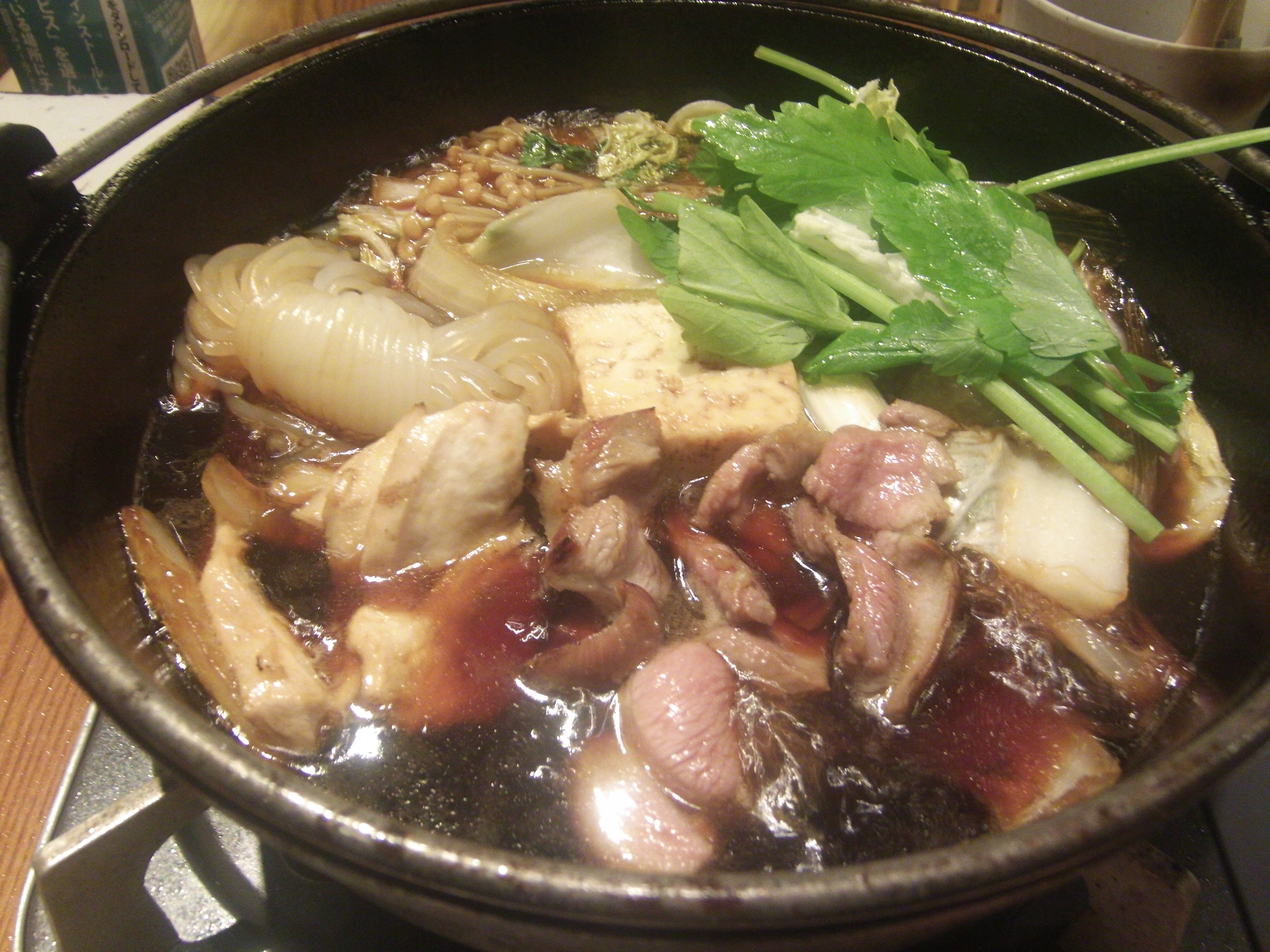
かしわ（丹波地鶏）のすき焼き

  - 長野県白馬村／白馬 食と農の景勝地推進協議会＝そば料理
  - 京都府：森の京都地域（亀岡市・南丹市・福知山市・綾部市・京丹波町）／一般社団法人森の京都地域振興社＝かしわのすき焼き
  - 京都府：京都山城地域（宇治市・城陽市・八幡市・京田辺市・木津川市・久御山町・井手町・宇治田原町・笠置町・和束町・精華町・南山城村）／一般社団法人京都山城地域振興社＝宇治茶
  - 和歌山県湯浅町／一般社団法人湯浅観光まちづくり推進機構＝醤油と海鮮料理
  - 広島県尾道市／TLB株式会社LOG事業部＝法楽焼き

- 2019年（令和元年）度

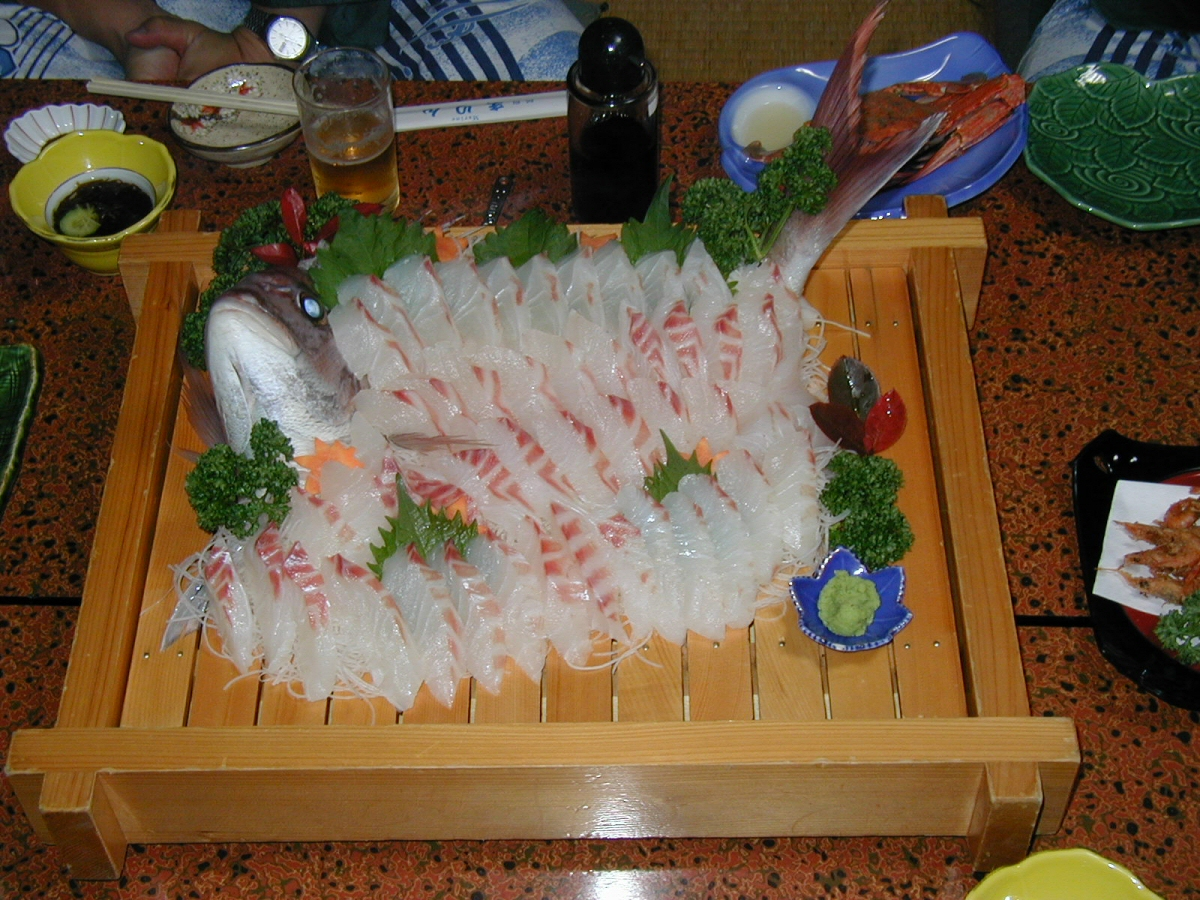
鯛の姿造り

  - 長野県小諸市／一般社団法人こもろ観光局＝おにかけそば
  - 長野県山ノ内町／山ノ内町グリーン・ツーリズム協議会＝リンゴ・そば
  - 愛知県南知多町／南知多農泊推進協議会＝鯛料理
  - 因幡・但馬地域（鳥取県鳥取市・岩美町・若桜町・智頭町・八頭町、兵庫県香美町・新温泉町）／一般社団法人麒麟のまち観光局＝但馬牛すき焼き
  - 愛媛県八幡浜市／八幡浜市ふるさと観光公社＝柑橘、さつま汁
  - 長崎県島原半島地域（島原市・雲仙市・南島原市）／一般社団法人島原半島観光連盟＝手延べそうめん